# Wahlen in Irland (1918–1949)
Die folgende Aufstellung enthält Details zu den bisherigen Wahlen in Irland zum Dáil Éireann, dem irischen Unterhaus (seit 1923) bzw. dem revolutionären Parlament (von 1918 bis 1923).

## Wahlen unter britischer Herrschaft

### 1918
Die Irish general election of 1918 war Teil der Wahlen des Vereinigten Königreichs. Sie wird als Schlüsselpunkt der irischen Geschichte angesehen, da durch die überwältigende Niederlage der nationalistischen Irish Parliamentary Party (IPP), die die irische Politik seit den 1880er Jahren dominierte, und dem Sieg von Sinn Féin der Weg zu einem unabhängigen Irland bereitet wurde.
Sinn Féin hatte bereits 1917 durch gewonnene Nachwahlen (u. a. George Noble Plunkett, W.T. Cosgrave und Eamon de Valera) erste politische Erfolge verzeichnet, auch wenn die Partei nicht alle Nachwahlen gewonnen hatte und es in einem Fall Betrugsvorwürfe gibt.3 Trotz diesen Erfolgen profitierte die Partei hauptsächlich durch diverse andere Faktoren bei der 1918er-Wahl:
- Die letzte Wahl war bereits 8 Jahr her, da bedingt durch den Ersten Weltkrieg die Wahl im Jahr 1915 nicht stattgefunden hatte. Dadurch waren alle Bürger im Alter von 21 bis 29 quasi Erstwähler und unbelastet, was bisherige Wahlen und Parteien anging. Von dieser jungen Wählerschaft lebten noch ungewöhnlich viele in Irland, da die Emigration durch den Krieg und die Überfahrt nach Amerika sehr viel gefährlicher geworden war. Weiterhin sind in diesen 8 Jahren viele ältere Wähler (die in der Regel IPP wählten) gestorben.
- Durch den Representation of the People Act wurde (z. B. dadurch, dass Frauen über 35 erstmals wählen durften) die Wählerschaft von 700.000 auf knapp 2.000.000 angehoben.
- Durch den Osteraufstand gab es einen Stimmungsumschwung innerhalb der Bevölkerung, der klar in Richtung Home Rule gerichtet war.
- Im Zusammenhang mit der (neuen) jungen Wählerschaft war Sinn Féin als junge Partei (Collins war 28, de Valera 36) im Gegensatz zu den älteren IPP-Kandidaten im Vorteil.

Die Wahl, zu deren Zeit vier größere irische Parteien (Irish Parliamentary Party, Sinn Féin, Unionist Party und Labour Party) existierten, fand in den meisten irischen Wahlbezirken am 14. Dezember 1918 statt. Aus Angst, in das Kreuzfeuer zwischen Sinn Féin und IPP zu geraten, trat die Labour Party bei der Wahl 1918 allerdings nicht an.
In Irland wurden 105 Parlamentarier in 103 Wahlbezirken gewählt. Viele der Sitze wurden ohne wirkliche Wahl vergeben, da es aufgrund der klaren Machtverhältnisse keine Gegenkandidaten gab. Es gab allerdings auch Anschuldigungen, dass möglichen Gegenkandidaten durch militante Republikaner von einer Wahlteilnahme abgeraten wurde.
Nach Sinn Féin waren die Unionisten die zweitstärkste Partei, doch deren Erfolg beschränkte sich überwiegend auf die Grafschaften in Ulster. Die IPP erlebte hingegen ein Debakel; nicht einmal ihr Anführer schaffte es, einen Sitz zu gewinnen.
Die Abgeordneten der Sinn Féin nahmen ihren Sitz im britischen Unterhaus nicht ein, sondern konstituierten sich zum revolutionären 1. Dáil (An Chéad Dáil) in Dublin.
- SF: 73
- Unabh.: 1
- Sonst.: 28
- LAB: 3

| Partei                                  | Sitzverteilung | Sitzverteilung |
| --------------------------------------- | -------------- | -------------- |
| Partei                                  | Anzahl         | %-Verteilung   |
| Sinn Féin                               | 734            | 69,53 %        |
| Unionist Party                          | 22             | 20,95 %        |
| Irish Parliamentary Party               | 6              | 5,71 %         |
| Labour Unionist                         | 3              | 2,86 %         |
| Belfast Labour Representative Committee | –              |                |
| Unabhängige                             | 1              | 0,95 %         |
|                                         | 105            |                |

### 1921
1921 fanden zwei Wahlen zu den Unterhäusern von Südirland und Nordirland aufgrund des Government of Ireland Act statt. In Südirland diente diese Wahl für die irischen Republikaner als Wahl zum Second Dáil (An Dara Dáil). Die Wahl fand nach dem Prinzip Single Transferable Vote statt.
In Nordirland fand die Wahl am 24. Mai statt. 40 Sitze gewannen die Unionisten, 6 moderate Nationalisten und weitere 6 Sitze Sinn Féin.
In Südirland gab es keine eigentliche Wahl, da alle 128 Kandidaten ohne Gegenkandidat direkt gewählt waren. 124 Sitze erreichte Sinn Féin und 4 unabhängige Unionisten, die das Trinity College vertraten.

### 1922
Die Wahl im Jahr 1922 (Irish general election of 1922) fand in Südirland am 16. Juni 1922 unter den Bestimmungen des
Anglo-Irischen Vertrags von 1921 statt, um eine verfassungsgemäße Versammlung zur Vorbereitung des irischen Freistaates zu schaffen. Für die irischen Republikaner stellte dies die Wahl zum Third Dáil (An Tríú Dáil) der irischen Republik dar; nach dem Anglo-Irischen Vertrag war es ein provisorisches Parlament, welches das südirische Parlament ablösen sollte. Ab dem 6. Dezember 1922 stellte diese Versammlung das Unterhaus (Dáil Éireann) des Freistaates.
Wie bereits bei der Wahl in Südirland im Jahr zuvor, stellte Sinn Féin für jeden Sitz einen Kandidaten auf, abgesehen von denen, die in der University of Dublin vergeben wurden. Doch der Anglo-Irische Vertrag hatte die Partei in zwei Lager gespalten: Vertragsgegner (57 Kandidaten) und Vertragsbefürworter (65 Kandidaten). Doch im Gegensatz zur Wahl 1921 wurden in den meisten Wahlbezirken von anderen Parteien Gegenkandidaten aufgestellt, so dass Sinn Féin 30 Sitze verlor.
Um einen noch tieferen Bruch zwischen den beiden Lagern unter Eamon de Valera und Michael Collins zu verhindern, vereinbarten beide vor der Wahl eine Art „Pakt“, durch den die Wahl gemeinsam bestritten und danach eine Koalition gebildet werden sollte. Dies verhinderte, dass die Wähler zwischen Pro und Contra gegenüber dem Vertrag entscheiden mussten. Nach der Wahl boykottierten die Vertragsgegner das südirische Parlament und der irische Bürgerkrieg brach aus, was zu einer Mehrheit der Vertragsbefürworter im Parlament führte. So konnte die Provisorische Irische Regierung unter W.T. Cosgrave und später der Exekutivrat des Freistaats entstehen.
| Partei                          | Anführer        | Sitzverteilung             | Sitzverteilung | Sitzverteilung |
| ------------------------------- | --------------- | -------------------------- | -------------- | -------------- |
| Partei                          | Anführer        | Anzahl                     | +/-            | %-Verteilung   |
| Sinn Féin (Vertragsbefürworter) | Michael Collins | 58 (17 ohne Gegenkandidat) | −30            | 45,31 %        |
| Sinn Féin (Vertragsgegner)      | Eamon de Valera | 36 (16 ohne Gegenkandidat) | −30            | 28,15 %        |
| Labour Party                    | Thomas Johnson  | 17                         | +17            | 13,27 %        |
| Farmers’ Party                  |                 | 7                          | +7             | 5,47 %         |
| Unabhängige                     | Unabhängige     | 10 (4 ohne Gegenkandidat)  | +6             | 7,80 %         |
|                                 |                 | 128                        | ±0             |                |

## Wahlen während der Freistaatenzeit

### 1923
Die Wahl fand am 27. August 1923 statt und die Mitglieder des 4. Dáil versammelten sich im Leinster House in Dublin erstmals am 19. September zusammen mit dem neu gegründeten Exekutivrat des irischen Freistaates. Dies war die erste Wahl eines (nahezu) unabhängigen Irlands. Bei dieser Wahl gewannen alle Parteien – außer der Labour Party (s. u.) – zusätzliche Sitze, da die Gesamtzahl der Parlamentarier im Dáil erhöht wurde. Die Amtszeit des 4. Dáil betrug 1382 Tage.
- Unabh.: 17
- Sonst.: 15
- LAB: 14
- SF: 44
- FG: 63

| Partei                     | Anführer        | Sitzverteilung1 | Sitzverteilung1 | Sitzverteilung1 | Nachwahlen (11)2 | Nachwahlen (11)2 | Nachwahlen (11)2 | Nachwahlen (11)2 |
| -------------------------- | --------------- | --------------- | --------------- | --------------- | ---------------- | ---------------- | ---------------- | ---------------- |
| Partei                     | Anführer        | Anzahl          | ±               | %-Verteilung    | Verloren         | Gewonnen         | Behalten         | ±                |
| Cumann na nGaedheal        | W.T. Cosgrave   | 63              | +5              | 41,18 %         | 4                | 1                | 11               | −3               |
| Sinn Féin (Vertragsgegner) | Eamon de Valera | 44              | +8              | 28,76 %         | 1                | 4                |                  | +3               |
| Labour Party               | Thomas Johnson  | 14              | −3              | 9,15 %          |                  | 1                |                  | +1               |
| Farmers’ Party             | Denis Gorey     | 15              | +8              | 9,80 %          |                  |                  |                  |                  |
| Unabhängige                | Unabhängige     | 17              | +7              | 11,11 %         | 1                |                  |                  | −1               |
|                            |                 | 153             | +15             |                 |                  |                  |                  |                  |

Da die 44 gewählten Abgeordneten von Sinn Féin aus anhaltendem Protest gegen den Anglo-Irischen Vertrag ihre 44 Mandate nicht wahrnahmen, verfügte Cumann na nGaedheal über die absolute Mehrheit der Stimmen im Parlament.

### 1927 (Juni)
1927 gab es zwei Wahlen. Die erste (zum 5. Dáil) fand am 9. Juni statt. Die neue Regierung versammelte sich erstmals am 23. Juni. Der 5. Dáil hatte mit nur 98 Tagen die kürzeste Amtszeit in der Geschichte.
- Unabh.: 16
- Sonst.: 24
- LAB: 22
- FG: 47
- FF: 44

| Partei                     | Anführer          | Sitzverteilung1 | Sitzverteilung1 | Sitzverteilung1 | Nachwahlen (1)2 | Nachwahlen (1)2 | Nachwahlen (1)2 | Nachwahlen (1)2 |
| -------------------------- | ----------------- | --------------- | --------------- | --------------- | --------------- | --------------- | --------------- | --------------- |
| Partei                     | Anführer          | Anzahl          | ±               | %-Verteilung    | Verloren        | Gewonnen        | Behalten        | ±               |
| Cumann na nGaedheal        | W.T. Cosgrave     | 47              | −16             | 30,71 %         |                 | 1               | 1               | +1              |
| Fianna Fáil                | Eamon de Valera   | 44              | +44             | 28,76 %         | 1               |                 |                 | −1              |
| Labour Party               | Thomas Johnson    | 22              | +8              | 14,38 %         |                 |                 |                 |                 |
| Farmers’ Party             | Michael Heffernan | 11              | −4              | 7,19 %          |                 |                 |                 |                 |
| National League            | William Redmond   | 8               | +8              | 5,23 %          |                 |                 |                 |                 |
| Sinn Féin (Vertragsgegner) |                   | 5               | −39             | 3,27 %          |                 |                 |                 |                 |
| Unabhängige                | Unabhängige       | 16              | −1              | 10,46 %         |                 |                 |                 |                 |
|                            |                   | 153             | ±0              |                 |                 |                 |                 |                 |

Da nur 3 Stimmen die beiden stärksten Parteien Cumann na nGaedheal und Fianna Fáil trennten, stand die Regierungsfähigkeit in Frage. Als die Abgeordneten von Fianna Fáil im August 1927 erstmals an Parlamentssitzungen teilnahm, initiierten sie zusammen mit der Labour Party und der National League ein Misstrauensvotum gegen die Regierung von Cumann na nGaedheal. Doch am Tag der Abstimmung erschien John Jinks, einer der Abgeordneten der National League, nicht – so endete das Misstrauensvotum unentschieden. Der Ceann Comhairle stimmte für die Regierung. Damit war das Misstrauensvotum gescheitert.
W.T. Cosgrave erkannte, dass in dieser Situation keine verlässliche Regierungsarbeit möglich war. Deshalb setzte er in der Hoffnung auf ein „besseres“ Ergebnis eine Neuwahl des Dáil Éireann an.

### 1927 (September)
Die zweite Wahl im Jahr 1927 (zum 6. Dáil) fand am 15. September statt. Zu der Wahl traten die einzelnen Parteien mit unterschiedlichen Aussagen an. Cumann na nGaedheal war die Regierungspartei. Die 1926 gegründete neue Partei Fianna Fáil versprach, neue Wege zu beschreiten und für Irland auch eine wirtschaftliche Unabhängigkeit. Die Labour Party, obwohl innerlich zerstritten, hoffte auf ein ähnlich gutes Ergebnis wie bei der letzten Wahl und die Farmers’ Party vertrat die Interessen der landwirtschaftlichen Wähler. Sinn Féin erlebte bereits bei der letzten Wahl (durch die Gründung von Fianna Fáil) einen Absturz und gewann diesmal nicht einen Sitz.
Nach der Wahl gelang es Cumann na nGaedheal, mit der Farmers’ Party und den Unabhängigen eine stabile Regierung zu bilden. Der Anführer der Labour Party, Thomas Johnson, erreichte in seinem Wahlkreis keinen Sitz und zog sich daraufhin aus der Politik zurück. Der 6. Dáil konstituierte sich am 11. Oktober. Seine Amtszeit dauerte 1615 Tage.
- Unabh.: 13
- Sonst.: 8
- LAB: 13
- FG: 62
- FF: 57

| Partei              | Anführer          | Sitzverteilung1 | Sitzverteilung1 | Sitzverteilung1 | Nachwahlen (7)2 | Nachwahlen (7)2 | Nachwahlen (7)2 | Nachwahlen (7)2 |
| ------------------- | ----------------- | --------------- | --------------- | --------------- | --------------- | --------------- | --------------- | --------------- |
| Partei              | Anführer          | Anzahl          | ±               | %-Verteilung    | Verloren        | Gewonnen        | Behalten        | ±               |
| Cumann na nGaedheal | W.T. Cosgrave     | 62              | +15             | 40,52 %         |                 | 3               | 2               | +3              |
| Fianna Fáil         | Eamon de Valera   | 57              | +13             | 37,25 %         | 1               | 1               | 1               |                 |
| Labour Party        | Thomas Johnson    | 13              | −9              | 8,50 %          | 1               |                 |                 | −1              |
| Farmers’ Party      | Michael Heffernan | 6               | −5              | 3,92 %          |                 |                 |                 |                 |
| National League     | William Redmond   | 2               | −6              | 1,31 %          |                 |                 |                 |                 |
| Unabhängige         | Unabhängige       | 13              | −3              | 8,50 %          | 2               |                 |                 | −2              |
| Andere (Sinn Féin)  |                   | 0               | −5              |                 |                 |                 |                 |                 |
|                     |                   | 153             | ±0              |                 |                 |                 |                 |                 |

### 1932
Die Wahl 1932 fand am 16. Februar 1932 statt, nur knapp zwei Wochen nach der Auflösung des Parlaments am 29. Januar. Die (nach wie vor) 153 Mitglieder des neugewählten 7. Dáil versammelten sich erstmals am 9. März im Leinster House in Dublin, und die Amtszeit betrug 343 Tage. Die Wahl wurde in 30 Wahlkreisen aufgetragen und war eine der wichtigsten im 20. Jahrhundert.
Cumann na nGaedheal führte den Wahlkampf mit 10 Jahren stabiler Regierung im Rücken, nach den chaotischen Jahren während des
Bürgerkrieges. Doch die Unterstützung wurde geringer, da die Partei keine wirklichen Lösungsvorschläge für den einbrechenden Handel aufgrund der großen Depression aufzeigen konnte. Anstelle neue politische Wege zu beschreiten unternahm die Partei nichts und nutzte die Angst vor dem Kommunismus aus und verglich Éamon de Valera mit Stalin.
Im Gegensatz dazu hatte Fianna Fáil ein durchdachtes Wahlprogramm, das einen großen Bereich der Wählerschaft abdeckte. Die Partei versprach, inhaftierte IRA-Gefangene zu begnadigen, den umstrittenen Treueeid abzuschaffen und die Machtbefugnisse des Senats und des Generalgouverneurs zu beschränken. Weitere Versprechen waren die Unterstützung von industrieller Entwicklung, wirtschaftliche Eigenständigkeit und Verbesserungen in sozialen Belangen. Der Wahlkampf zwischen beiden Parteien verlief relativ friedlich. Doch die Regierung verklagte die neu eingerichtete Zeitung von de Valera, die Irish Press und brachte dessen Herausgeber vor ein Gericht, was von vielen Wählern als Eingriff in die Presse- und Redefreiheit gesehen wurde. Auch das Spiel mit der Angst gegenüber dem Kommunismus erwies sich letztendlich als Eigentor der Regierung.
Als die Ergebnisse der Wahl bekannt gegeben wurden, war Fianna nur fünf Sitze von einer absoluten Mehrheit entfernt und damit die einzige Partei, die eine sichere Regierung bilden konnte. Die Verhandlungen dazu begannen direkt nach der Wahl, und der Koalitionspartner wurde die Labour Party.
Am 9. März 1932 fand der erste Regierungswechsel des Freistaates statt. Viele Bürger des Landes (und auch außerhalb) fragten sich, ob das Land diesen demokratischen Test überstehen, und die Partei, die aus dem Bürgerkrieg als Sieger herauskam, die Macht an ihre ehemaligen Gegner übergeben würde. Wie auch 1927, als die ehemalige Opposition erstmals dem Dáil beitrat, trugen viele der Parlamentarier Waffen bei sich, doch der Staatsstreich blieb aus. W.T. Cosgrave hielt sich an die demokratischen Prinzipien, die er in den Jahren der Regierung immer praktiziert hatte, und auch die irische Armee, die Garda Síochána und der öffentliche Dienst akzeptierten den Regierungswechsel, auch wenn sie nun Befehle von denen entgegennehmen mussten, die sie noch 10 Jahre zuvor bekämpft und ermordet hatten. Nach einer kurzen und ruhigen Versammlung des Dáil wurde Eamon de Valera als Präsident des Exekutivrats des irischen Freistaats gewählt. Fianna Fáil, die Partei, die noch vor zehn Jahren gegen die Existenz des Freistaats gekämpft hatte, war nun dessen Regierungspartei, was sich für die nächsten 16 Jahre nicht mehr ändern sollte.
- Unabh.: 13
- Sonst.: 4
- LAB: 7
- FG: 57
- FF: 72

| Partei                   | Anführer        | Sitzverteilung1 | Sitzverteilung1 | Sitzverteilung1 | Nachwahlen (0)2 | Nachwahlen (0)2 | Nachwahlen (0)2 | Nachwahlen (0)2 |
| ------------------------ | --------------- | --------------- | --------------- | --------------- | --------------- | --------------- | --------------- | --------------- |
| Partei                   | Anführer        | Anzahl          | ±               | %-Verteilung    | Verloren        | Gewonnen        | Behalten        | ±               |
| Fianna Fáil              | Eamon de Valera | 72              | +15             | 47,06 %         |                 |                 |                 |                 |
| Cumann na nGaedheal      | W.T. Cosgrave   | 57              | −5              | 37,25 %         |                 |                 |                 |                 |
| Labour Party             | Thomas Johnson  | 7               | −6              | 4,58 %          |                 |                 |                 |                 |
| Farmers’ Party           |                 | 4               | −2              | 2,61 %          |                 |                 |                 |                 |
| Unabhängige              | Unabhängige     | 13              |                 | 8,50 %          |                 |                 |                 |                 |
| Andere (National League) |                 | 0               | −2              |                 |                 |                 |                 |                 |
|                          |                 | 153             | ±0              |                 |                 |                 |                 |                 |

### 1933
Die Wahl zum 8. Dáil fand am 24. Januar 1933 statt. Die 153 Mitglieder versammelten sich erstmals am 8. Februar und dessen Amtszeit dauerte 1619 Tage. Dies war die erste Wahl bei der Fine Gael, die Nachfolgepartei von Cumann na nGaedheal teilnahm.
- Unabh.: 9
- Sonst.: 8
- LAB: 11
- FG: 48
- FF: 77

| Partei                  | Anführer        | Sitzverteilung1 | Sitzverteilung1 | Sitzverteilung1 | Nachwahlen (0)2 | Nachwahlen (0)2 | Nachwahlen (0)2 | Nachwahlen (0)2 |
| ----------------------- | --------------- | --------------- | --------------- | --------------- | --------------- | --------------- | --------------- | --------------- |
| Partei                  | Anführer        | Anzahl          | ±               | %-Verteilung    | Verloren        | Gewonnen        | Behalten        | ±               |
| Fianna Fáil             | Eamon de Valera | 77              | +5              | 50,33 %         |                 |                 |                 |                 |
| Fine Gael               | W.T. Cosgrave   | 48              | −9              | 31,37 %         |                 |                 |                 |                 |
| National Centre Party   | Frank MacDermot | 11              | +11             | 7,19 %          |                 |                 |                 |                 |
| Labour Party            | William Norton  | 8               | +1              | 5,23 %          |                 |                 |                 |                 |
| Unabhängige             | Unabhängige     | 9               | −4              | 5,88 %          |                 |                 |                 |                 |
| Andere (Farmers’ Party) |                 | 0               | −4              |                 |                 |                 |                 |                 |
|                         |                 | 153             | ±0              |                 |                 |                 |                 |                 |

### 1937
Die Wahl zum 9. Dáil fand am 1. Juli 1937 statt. Die 138 Parlamentarier (15 weniger als bei der Wahl zuvor) versammelten sich
erstmals am 21. Juli und die Amtszeit dauerte 351 Tage.
- Unabh.: 8
- LAB: 13
- FG: 48
- FF: 69

| Partei                         | Anführer        | Sitzverteilung1 | Sitzverteilung1 | Sitzverteilung1 | Nachwahlen (0)2 | Nachwahlen (0)2 | Nachwahlen (0)2 | Nachwahlen (0)2 |
| ------------------------------ | --------------- | --------------- | --------------- | --------------- | --------------- | --------------- | --------------- | --------------- |
| Partei                         | Anführer        | Anzahl          | ±               | %-Verteilung    | Verloren        | Gewonnen        | Behalten        | ±               |
| Fianna Fáil                    | Eamon de Valera | 69              | −8              | 50,00 %         |                 |                 |                 |                 |
| Fine Gael                      | W.T. Cosgrave   | 48              |                 | 34,78 %         |                 |                 |                 |                 |
| Labour Party                   | William Norton  | 13              | +5              | 9,42 %          |                 |                 |                 |                 |
| Unabhängige                    | Unabhängige     | 8               | −1              | 5,80 %          |                 |                 |                 |                 |
| Andere (National Centre Party) |                 | 0               | −11             |                 |                 |                 |                 |                 |
|                                |                 | 138             | −15             |                 |                 |                 |                 |                 |

## Wahlen nach 1937

### 1938
Die Wahl zum 10. Dáil fand am 17. Juni 1938 statt und war die erste unter der neuen irischen Verfassung. Die 138 Parlamentarier versammelten sich erstmals am 30. Juni und die Amtszeit dauerte 1832 Tage.
- Unabh.: 7
- LAB: 9
- FG: 45
- FF: 77

| Partei       | Anführer        | Sitzverteilung1 | Sitzverteilung1 | Sitzverteilung1 | Nachwahlen (0)2 | Nachwahlen (0)2 | Nachwahlen (0)2 | Nachwahlen (0)2 |
| ------------ | --------------- | --------------- | --------------- | --------------- | --------------- | --------------- | --------------- | --------------- |
| Partei       | Anführer        | Anzahl          | ±               | %-Verteilung    | Verloren        | Gewonnen        | Behalten        | ±               |
| Fianna Fáil  | Eamon de Valera | 77              | +8              | 55,80 %         |                 |                 |                 |                 |
| Fine Gael    | W.T. Cosgrave   | 45              | −3              | 32,61 %         |                 |                 |                 |                 |
| Labour Party | William Norton  | 9               | −4              | 6,52 %          |                 |                 |                 |                 |
| Unabhängige  | Unabhängige     | 7               | −1              | 5,07 %          |                 |                 |                 |                 |
|              |                 | 138             | ±0              |                 |                 |                 |                 |                 |

### 1943
Die Wahl zum 11. Dáil fand am 23. Juni 1943 statt. Die 138 Parlamentarier versammelten sich erstmals am 1. Juli und die Amtszeit dauerte 342 Tage.
- Unabh.: 14
- Sonst.: 8
- LAB: 17
- FG: 32
- FF: 67

| Partei           | Anführer          | Sitzverteilung1 | Sitzverteilung1 | Sitzverteilung1 | Nachwahlen (0)2 | Nachwahlen (0)2 | Nachwahlen (0)2 | Nachwahlen (0)2 |
| ---------------- | ----------------- | --------------- | --------------- | --------------- | --------------- | --------------- | --------------- | --------------- |
| Partei           | Anführer          | Anzahl          | ±               | %-Verteilung    | Verloren        | Gewonnen        | Behalten        | ±               |
| Fianna Fáil      | Eamon de Valera   | 67              | −10             | 48,55 %         |                 |                 |                 |                 |
| Fine Gael        | W.T. Cosgrave     | 32              | −13             | 23,19 %         |                 |                 |                 |                 |
| Labour Party     | William Norton    | 17              | +8              | 12,32 %         |                 |                 |                 |                 |
| Clann na Talmhan | Michael Donnellan | 14              | +14             | 10,15 %         |                 |                 |                 |                 |
| Unabhängige      | Unabhängige       | 8               | +1              | 5,79 %          |                 |                 |                 |                 |
|                  |                   | 138             | ±0              |                 |                 |                 |                 |                 |

### 1944
Die Wahl zum 12. Dáil fand am 30. Mai 1944 statt, 3 Wochen nach Auflösung des 11. Dáil. Die 138 Parlamentarier versammelten sich erstmals am 9. Juni und die Amtszeit dauerte 1345 Tage.
Diese Wahl war die Folge eines fehlgeschlagenen Transportgesetzes von Fianna Fáil, dass auch nach 2 Lesungen nicht angenommen wurde. Der Taoiseach, Eamon de Valera, entschied daraufhin, nur ein Jahr nach der letzten, eine weitere Wahl abzuhalten, um eine bessere Position zu erhalten. Vor der Wahl gab es Gespräche für eine Koalition zwischen Fine Gael, der Labour Party und Clann na Talmhan, die von der Regierungspartei Fianna Fáil aber nicht ernst genommen wurde. Die Labour Party war zu dieser Zeit innerlich geteilt und nicht in der Lage einen ordentlichen Wahlkampf zu führen – das Ergebnis der Wahl war entsprechend schlecht. Fianna Fáil schaffte es weiterhin die Schuld für die (unnötige) Neuwahl den Oppositionsparteien zuzuschieben und so ging de Valeras Taktik einer schnellen Neuwahl (wie schon 1933 und 1938) erneut auf.
- Unabh.: 9
- Sonst.: 15
- LAB: 8
- FG: 30
- FF: 76

| Partei                      | Anführer        | Sitzverteilung1 | Sitzverteilung1 | Sitzverteilung1 | Nachwahlen (4)2 | Nachwahlen (4)2 | Nachwahlen (4)2 | Nachwahlen (4)2 |
| --------------------------- | --------------- | --------------- | --------------- | --------------- | --------------- | --------------- | --------------- | --------------- |
| Partei                      | Anführer        | Anzahl          | ±               | %-Verteilung    | Verloren        | Gewonnen        | Behalten        | ±               |
| Fianna Fáil                 | Eamon de Valera | 76              | +9              | 55,07 %         | 2               | 3               | 3               | +1              |
| Fine Gael                   | Richard Mulcahy | 30              | −2              | 21,74 %         | 2               |                 |                 | −2              |
| Clann na Talmhan            | Joseph Blowick  | 11              | −3              | 7,97 %          | 1               | 1               |                 |                 |
| Labour Party                | William Norton  | 8               | −9              | 5,80 %          |                 |                 | 1               |                 |
| National Labour             | James Everett   | 4               | +4              | 2,90 %          |                 |                 |                 |                 |
| Unabhängige                 | Unabhängige     | 9               | +1              | 6,52 %          | 1               |                 |                 | −1              |
| Andere (Clann na Poblachta) |                 | 0               | ±0              |                 |                 | 2               |                 | +2              |
|                             |                 | 138             | ±0              |                 |                 |                 |                 |                 |

### 1948
Die Wahl zum 13. Dáil fand am 4. Februar 1948 statt. Die nun 147 (9 mehr als bei der letzten Wahl) Parlamentarier versammelten sich erstmals am 18. Februar und die Amtszeit dauerte 1211 Tage. Dies war die erste Koalitionsregierung mehrerer Parteien in Irland.
Die Wahl 1948 war auf Wunsch des Taoiseach Eamon de Valera abgehalten worden, um die neue Partei Clann na Poblachta zu überrumpeln und so möglichst wenige Sitze zu verlieren. Dieses Vorhaben de Valeras ging auf – doch traten während des Wahlkampfes andere Probleme auf, die keiner vorhergesehen hatte.
Fianna Fáil war nun ununterbrochen seit 16 Jahren an der Macht. Viele Wähler glaubten eine Art Stillstand innerhalb der Partei zu erkennen und suchten frischen Wind. Der Zweite Weltkrieg war erst seit 3 Jahren zu Ende, es gab nach wie vor Rationierungen und die Wirtschaft lahmte, was zu einer massiven Inflation führte. Während der letzten Amtszeit schadete ein längerer Lehrerstreik dem Ansehen der Regierungspartei, die keinen Kompromiss zur Beilegung des Streiks finden konnte. Schlechtes Wetter und daraus resultierend eine schlechte Ernte sorgte ebenfalls für gedrückte Stimmung an den Wahlurnen. Auch die Anschuldigungen der Vetternwirtschaft und Korruptheit von de Valera und Seán F. Lemass führten zu Fragen bezüglich verschiedener Offizieller.
Dennoch wurde Fianna Fail erneut stärkste Kraft, verlor aber 8 Sitze. Clann na Poblachta gewann trotz vorhergesagter größerer Gewinne lediglich 10 Sitze. Es schien, als wäre Fianna Fáil die einzig mögliche Regierungspartei.
Fianna Fáil konnte allerdings weder die Labour Party noch die Unabhängigen für eine Koalition gewinnen. Durch die Abneigung gegen die bisherige Regierungspartei vereint, bildeten daraufhin alle übrigen Parteien eine Koalition.
Als größte Partei der neuen Regierung war es die Aufgabe von Fine Gael einen neuen Taoiseach vorzuschlagen. Die naheliegendste Wahl war deren Anführer Richard Mulcahy, doch Republikaner wie Seán MacBride weigerten sich, an einer Regierung unter dem Führer der Freistaaten-Kräfte des irischen Bürgerkriegs zu arbeiten. Daher fiel die Wahl auf den relativ unbekannten John A. Costello. Mulcahy verzichtete auf das Amt und wurde Erziehungsminister. William Norton, Anführer der Labour Party, wurde Tánaiste und Sozialminister.
Die neue Regierung schien schwach und es galt als unwahrscheinlich, dass sie lange halten würde, war es doch eine Gemeinschaft von völlig unterschiedlichen Parteien. Doch entgegen den Erwartungen hielt Costello die Parteien zusammen, so dass die Koalition mehrere Jahre andauerte.
- Unabh.: 12
- Sonst.: 22
- LAB: 14
- FG: 31
- FF: 68

| Partei             | Anführer        | Sitzverteilung1 | Sitzverteilung1 | Sitzverteilung1 | Nachwahlen (3)2 | Nachwahlen (3)2 | Nachwahlen (3)2 | Nachwahlen (3)2 |
| ------------------ | --------------- | --------------- | --------------- | --------------- | --------------- | --------------- | --------------- | --------------- |
| Partei             | Anführer        | Anzahl          | ±               | %-Verteilung    | Verloren        | Gewonnen        | Behalten        | ±               |
| Fianna Fáil        | Eamon de Valera | 68              | −8              | 46,26 %         | 1               |                 | 1               | −1              |
| Fine Gael          | Richard Mulcahy | 31              | +1              | 21,09 %         |                 | 1               |                 | +1              |
| Labour Party       | William Norton  | 14              | +6              | 9,52 %          |                 |                 | 1               |                 |
| Clann na Poblachta | Seán MacBride   | 10              | +10             | 6,80 %          |                 |                 |                 |                 |
| Clann na Talmhan   | Joseph Blowick  | 7               | −4              | 4,76 %          |                 |                 |                 |                 |
| National Labour    | James Everett   | 5               | +1              | 3,41 %          |                 |                 |                 |                 |
| Unabhängige        | Unabhängige     | 12              | +3              | 8,16 %          |                 |                 |                 |                 |
|                    |                 | 147             | +9              |                 |                 |                 |                 |                 |